# Länsväg 128
De Zweedse weg 128 (Zweeds: Länsväg 128) is een provinciale weg in de provincie Jönköpings län in Zweden en is circa 31 kilometer lang. De weg ligt in het zuiden van Zweden.

## Plaatsen langs de weg
- Sävsjö
- Stensjön

## Knooppunten
- Länsväg 127 bij Sävsjö (begin)
- Riksväg 31/Riksväg 47 bij Stensjön
- Riksväg 40 (einde)